# Katina Paxinou
Katina Paxinou, pseudonimo di Ekaterini Konstantopoulou (in greco Κατίνα Παξινού?; Pireo, 17 dicembre 1900 – Atene, 22 febbraio 1973), è stata un'attrice greca.

## Biografia
Figlia di Vassilis Konstantopoulos e di Eleni Malandrinou, studiò canto lirico al Conservatoire de musique de Genève, specializzandosi anche a Berlino e a Vienna. Considerata dai più la maggiore interprete di tragedie greche mai esistita, arrivò sui palcoscenici piuttosto tardi, fra il 1929 ed il 1932, prendendo parte a lavori di autori antichi ma anche di William Shakespeare. A causa della guerra lasciò il suo paese natale per stabilirsi prima nel Regno Unito, e in seguito negli Stati Uniti, dove ebbe modo di iniziare una fortunata se pur contenuta attività cinematografica. Vinse il premio Oscar nel 1944 per l'interpretazione in Per chi suona la campana, stabilendo così un primato, in quanto fu la prima attrice non statunitense a conquistare un Oscar alla miglior attrice non protagonista. Per lo stesso ruolo ottenne anche il Golden Globe per la migliore attrice non protagonista.
Nella sua lunga carriera, che la portò ad esibirsi dapprima con il teatro nazionale, e successivamente anche a New York e Londra, attraversò tutti i generi testuali, eccellendo sempre sia nelle commedie che nei drammi. Impose anche al cinema la vastità del suo repertorio artistico, apparendo in grandi film come Il lutto si addice a Elettra (1947), di Dudley Nichols e Rocco e i suoi fratelli (1960), di Luchino Visconti. Dagli anni '50 fece ritorno in Grecia dedicandosi prevalentemente al teatro e interpretando occasionalmente dei film europei. Katina Paxinou morì nel 1973, all'età di settantadue anni, nella sua città natale, Atene, a causa di un cancro.

## Vita privata
Si sposò una prima volta giovanissima, per volere della famiglia, con Ioannis Paxinos (dal quale ebbe due figli, pur rimanendo sposata con lui solo per quattro anni, dal 1916 al 1920). In seguito si risposò con l'attore greco Alex Minotis, che morirà nel 1990.

## Filmografia parziale

### Cinema
- Per chi suona la campana (For Whom the Bell Tolls), regia di Sam Wood (1943)
- Hostages, regia di Frank Tuttle (1943)
- L'agente confidenziale (Confidential Agent), regia di Herman Shumlin (1945)
- Il segreto del castello (Uncle Silas), regia di Charles Frank (1947)
- Il lutto si addice ad Elettra (Mourning Becomes Electra), regia di Dudley Nichols (1947)
- Il principe delle volpi (Prince of Foxes), regia di Henry King (1949)
- Rapporto confidenziale (Mr. Arkadin), regia di Orson Welles (1955)
- Vento di tempesta (The Miracle), regia di Irving Rapper (1959)
- Rocco e i suoi fratelli, regia di Luchino Visconti (1960)
- Morte di un bandito, regia di Giuseppe Amato (1961)
- Il processo (Le procès), regia di Orson Welles (1962) - scene cancellate
- L'età selvaggia (Un Été sauvage), regia di Marcel Camus (1970)

### Televisione
- Papà ha ragione (Father Knows Best) - serie TV, episodio 6x19 (1960)
- Reporter alla ribalta (The Name of the Game) - serie TV, episodio 3x05 (1970)

## Teatro (parziale)
- Elettra, di Sofocle, regia di Marika Cotopouli. New Yorker Theatre di Broadway (1931)
- Otello, di William Shakespeare, regia di Fotos Politis. Teatro nazionale della Grecia di Atene (1932)
- Hedda Gabler, di Henrik Ibsen, regia di Luther Greene. Longacre Theatre di Broadway (1942)
- La casa di Bernarda Alba, di Federico García Lorca, regia di Boris Tumarin e Robert Breen. August Wilson Theatre di Broadway (1951)
- Elettra, di Sofocle, regia di Dimitris Rontiris. Mark Hellinger Theatre di Broadway (1952)
- Edipo re, di Sofocle, regia di Alexis Minotis. Mark Hellinger Theatre di Broadway (1952)
- Medea, di Euripide, regia di Alexis Minotis. Periodea di Atene (1955)
- La visita della vecchia signora, di Friedrich Dürrenmatt, regia di Alexis Minotis. Teatro nazionale della Grecia di Atene (1960)
- Lungo viaggio verso la notte, di Eugene O'Neill, regia di Alexis Minotis. Teatro Diana di Atene (1968)
- Il padre, di August Strindberg, regia di Alexis Minotis. Teatro Diana di Atene (1968)
- Spettri, di Henrik Ibsen, regia di Alexis Minotis. Teatro Katina Paxinou di Atene (1969)
- Nozze di sangue, di Federico García Lorca, regia di Alexis Minotis. Teatro Katina Paxinou di Atene (1970)
- Madre Coraggio e i suoi figli, di Bertolt Brecht, regia di Alexis Minotis. Teatro Municipale del Pireo di Atene (1971)

## Doppiatrici italiane
- Lola Braccini in Per chi suona la campana, Il principe delle volpi
- Andreina Pagnani in Il lutto si addice ad Elettra
- Franca Dominici in Rapporto confidenziale
- Rina Morelli in Vento di tempesta
- Cesarina Gheraldi in Rocco e i suoi fratelli
- Anna Miserocchi in Per chi suona la campana (ridoppiaggio 1978)
- Solvejg D'Assunta in Per chi suona la campana (ridoppiaggio 2003)

## Riconoscimenti
Premi Oscar 1944 – Oscar alla miglior attrice non protagonista per Per chi suona la campana